# Eternal – Echos aus der Tiefe
Eternal – Echos aus der Tiefe (Originaltitel: For evigt) ist ein romantisches Science-Fiction-Drama von Ulaa Salim. Der Film mit Nanna Øland Fabricius und Simon Sears in den Hauptrollen kam im April 2024 in die dänischen Kinos.

## Handlung
Die 21-jährige Anita versucht ihr Leben zu genießen und träumt davon, Sängerin zu werden. Ihr Freund, der 23-jährige Elias, der Klimatologie studiert, ist wegen einer Katastrophe, die sich einige Jahre zuvor ereignete, nicht so zuversichtlich. Ein heftiges Erdbeben mehrere Kilometer unter der Oberfläche des Atlantischen Ozeans hat eine Verwerfung des Meeresboden zur Folge gehabt. Dies bewirkte eine Beschleunigung des globalen Klimawandels. Man versucht diese mit einem U-Boot zu erreichen, um sie zu verschließen, da sich ansonsten das Magnetfeld der Erde verändern könnte und damit das Leben aller Menschen. Als Anita schwanger wird, ist es für ihn abwegig, ein Kind in die Welt zu setzen. 
15 Jahre später wurde Elias einem Team von Wissenschaftlern zugeteilt, das mithilfe des „Fortuna“-Tauchboots den Spalt am Meeresgrund verschließen soll. Als er Anita wiedertrifft, wird er mit dem Leben konfrontiert, das er hinter sich lassen wollte.

## Produktion

### Regie, Drehbuch und Filmaufbau
Regie führte Ulaa Salim, der auch das Drehbuch schrieb. Es handelt sich nach Sons of Denmark um seinen zweiten Spielfilm. Eternal – Echos aus der Tiefe basiert auf seinem Kurzfilm aus dem Jahr 2012. Die Ausweitung auf Spielfilmlänge hat ihm Raum gegeben, die Beziehung zwischen Elias und Anita darzustellen. Der Film ist in drei Kapitel mit den Überschriften „Forever young“, „The nucleus“ und „Eternal“ unterteilt.

### Besetzung und Filmmusik

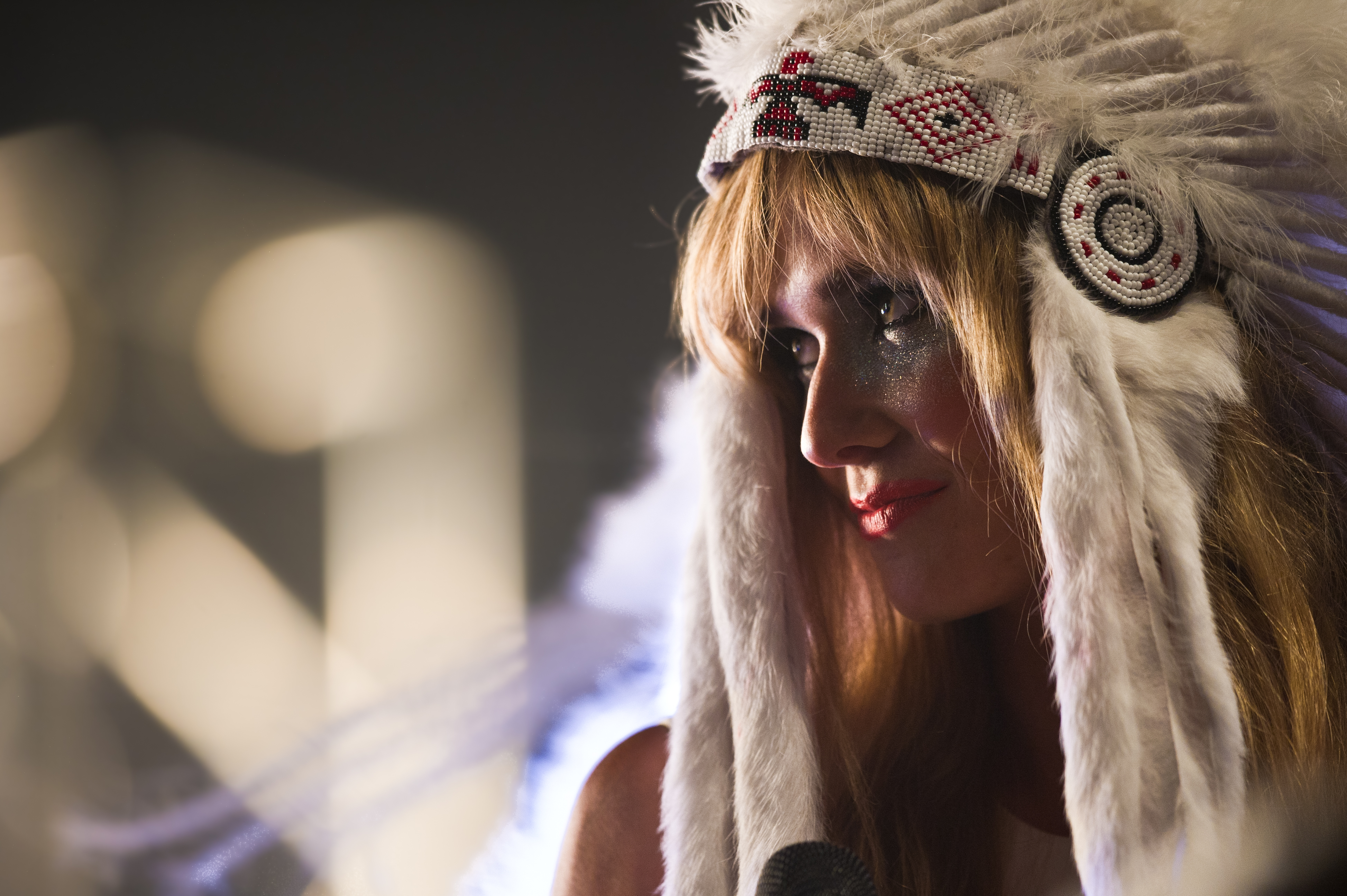
Nanna Øland Fabricius, bekannt als Oh Land, spielt Anita

Die Musikerin und Sängerin Nanna Øland Fabricius aka Oh Land, bekannt aus dem dänischen Western The Salvation – Spur der Vergeltung, spielt Anita, der Däne Simon Sears, bekannt aus Filmen wie 9. April – Angriff auf Dänemark und Shorta – Das Gesetz der Straße, ihren Freund Elias. In weiteren Rollen sind Anna Søgaard Frandsen, Viktor Hjelmsø, Halldóra Geirharðsdóttir, Ari Alexander und Helga Kristín Helgadóttir zu sehen.
Die Filmmusik komponierte der Isländer Valgeir Sigurðsson. Er ist der Produzent der Sängerin Björk und war zuletzt als Komponist für den Film Little Kingdom von Peter Magat tätig.

### Marketing und Veröffentlichung
Eine erste Vorstellung des Films erfolgte im Dezember 2023 beim Les Arcs Film Festival. Die offizielle Weltpremiere fand am 27. Januar 2024 beim Internationalen Filmfestival Rotterdam statt. Kurz zuvor wurde der erste Trailer vorgestellt. Anfang Februar 2024 wird er beim Göteborg Film Festival gezeigt. Der Kinostart in Dänemark erfolgte am 18. April 2024. Im Juli 2024 wurde der Film beim Neuchâtel International Fantastic Film Festival gezeigt.

## Auszeichnungen
Göteborg International Film Festival 2024
- Nominierung als Bester nordischer Film für den Dragon Award (Ulaa Salim)[8]

Neuchâtel International Fantastic Film Festival 2024
- Auszeichnung mit dem Youth Award
- Nominierung für die Méliès d’argent[10][11]